# (919) Ilsebill
(919) Ilsebill – planetoida z pasa głównego asteroid okrążająca Słońce w ciągu 4 lat i 226 dni w średniej odległości 2,77 au. Została odkryta 30 października 1918 roku w Landessternwarte Heidelberg-Königstuhl w Heidelbergu przez Maxa Wolfa. Nazwa pochodzi od bohaterki baśni Rybak i jego żona braci Grimm. Przed nadaniem nazwy planetoida nosiła oznaczenie tymczasowe (919) 1918 EQ.